# غريغ كامبل
غريغ كامبل (بالإنجليزية: Greg Campbell)‏ (13 يوليو 1965 ببورتسموث في المملكة المتحدة - ) هو لاعب كرة قدم بريطاني في مركز الهجوم. لعب مع برايتون أند هوف ألبيون وسبارتا روتردام ونادي بليموث أرجايل ونادي نورثامبتون تاون ووست هام يونايتد.